# ネスレ
ネスレ（仏語: Nestlé S.A.、独語: Nestlé AG、英語: Nestlé Ltd.）は、スイスのヴヴェに本社を置く世界最大の食品・飲料会社。ミネラルウォーターやベビーフード、コーヒー、乳製品、アイスクリームなど多くの製品を取り扱っている。スイス証券取引所上場企業（SIX: NESN）。日本法人はネスレ日本株式会社。
イギリスでは20世紀の間「Nestle's」を「Nessels」として宣伝していたため、現在でも一部で「ネスレ・ミルクバー」などにおいて「ネスレ」を「ネッスル」のように発音することがある。日本では1994年に、社名を「ネッスル日本」から「ネスレ日本」に変更している。
ドイツ語で nestle は「鳥の巣」を意味する。「鳥の巣」が同社のトレードマークとなっているのは、そのためである。

## 沿革

### アルプスの鳥

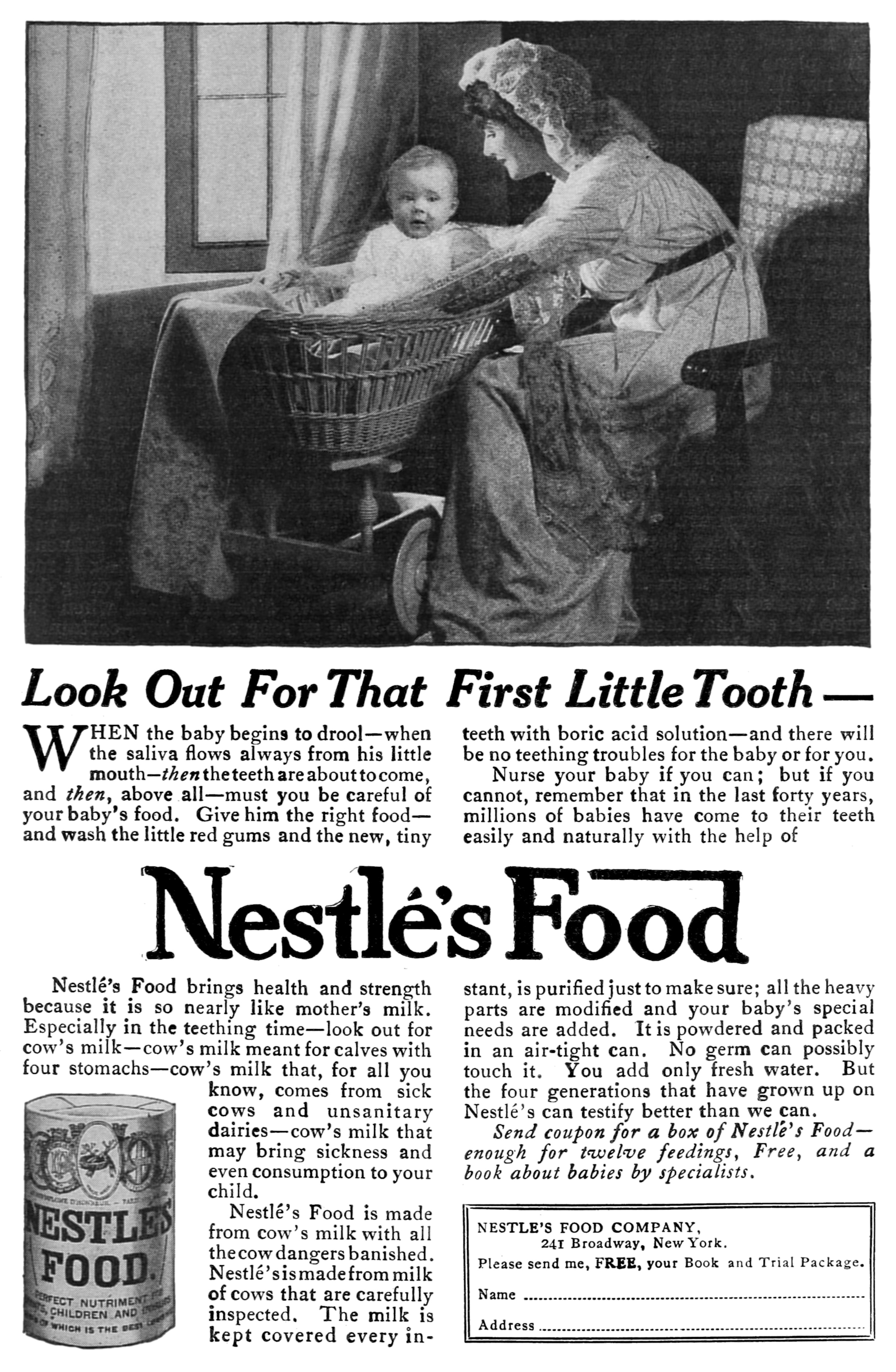
1915年当時の広告

1866年に設立。創業者で薬剤師のアンリ・ネスレは、母乳で育つことのできない新生児のためにベビーフード「Farine Lactée Henri Nestlé」を開発。母乳やそれまで一般的だった代替品も受け付けなかった早産児にも効果があったことで、瞬く間にヨーロッパで広く販売されるようになった。1900年頃までにはアメリカ・イギリス・ドイツ・スペインで工場の稼働を開始している。
1905年にアングロスイス・コンデンスミルク・カンパニーと合併した。この対等合併は、クレディ・スイスとスイス・フランス銀行（現・HSBCホールディングス）の仲介で実現した。クレディ・スイスのCEOは、アングロスイスの重役を兼ねていた。対等合併のため、実質的には1920年代まで組織の融合には至らなかった。
第一次世界大戦の影響で乳製品に関する公共事業の受注も始まり、大戦後には製品の生産高がそれまでの2倍以上にまで拡大した。一方で終戦後に公共事業の発注が減り、消費者の嗜好が再び生乳へ戻った。
経営の合理化や負債の縮小を進めたのち、1920年代にはチョコレートを新製品として広く展開。ネスレの第2の重要な商品となるまでに成長した。

### 戦う食品会社
第二次世界大戦下においては収益が2000万ドル（1938年）から600万ドル（1939年）に減じ、ラテンアメリカを中心とする開発途上国に新工場が造られた。皮肉にも戦争の影響でネスカフェが米軍の主要な飲料となった。1947年、調味料やスープを扱うマギーと合併。1950年、食品業のクロス・アンド・ブラックウェルとも合併。
1963年、冷凍食品のフィンダス（Findus、現在は広域でJPモルガン・チェースなどがブランド保有）と合併。フィンダスは収益性の高い事業であったが、旧三国同盟の支店はユニリーバとの共同事業となった。ジュネーヴのリビーズ（1971年）、クリーブランドのストーファーズ（1973年）とも合併して協業を進めていった。1974年にはロレアルの株式取得で多角化が始まり、1977年にはアルコン社（眼科用医薬品事業）の取得で食品産業とは別の業界への投機も始まった。他方、発展途上国における乳児用調製粉乳の販売手法が強引と問題視され、ネスレ・ボイコットを引き起こした。
ネスレ社の最終損益は伸び、1984年には新たな買収攻勢が始まり、1985年にはエバミルクを扱うアメリカの大企業カーネーション（Carnation、フリスキーブランドでペットフード事業へ参入）を、1988年にはイギリスの製菓会社Rowntree Companyを初めての敵対的買収で取得した。イタリアの食品会社であるペルジーナを買収し傘下とした。

### ペリエ買収以降

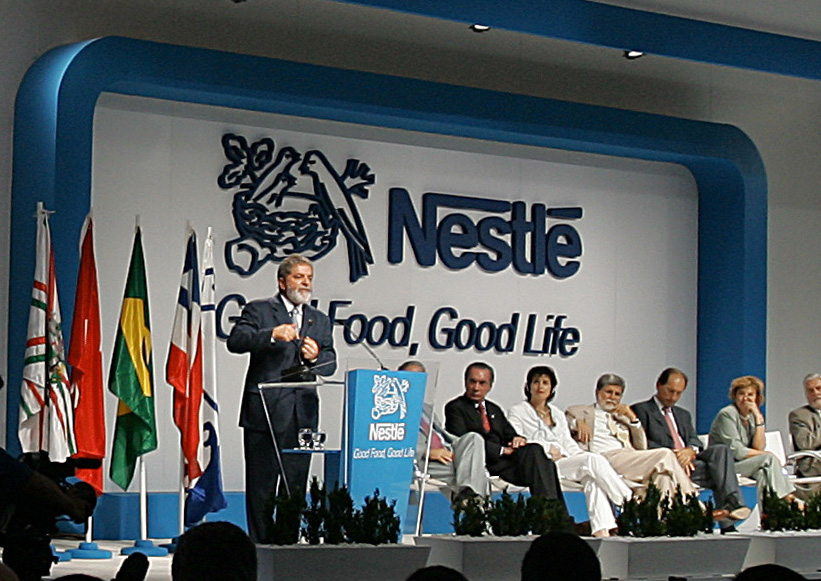
ルーラ大統領も出席したブラジル工場の落成式（2007年）

1990年代前半は貿易障壁が撤廃され、世界市場における商圏が統合されネスレ社には好都合なことが続いき、ネスレは1992年ペリエを買収し、国際的な金融関係を安定させることができた。
1996年以降も企業買収は進んだ。その中にはサンペレグリノ社（ミネラルウォーター事業、1997年）、Spillers Petfoods社（1998年）、ピュリナ社（ペットケア・ペットフード事業、2002年）などが含まれる。北米では大規模な買収が2件2002年に行われており、6月にはアメリカでのアイスクリーム事業をDreyer's社と統合、8月には26億ドルでChef America社（冷凍スナック事業）を買収したと発表した。2005年12月にはギリシャのデルタ・アイスクリーム社を2億4000万ユーロで買収。2006年1月にはDreyer's社の経営権を完全に取得、世界で17.5％のシェアを占める最大のアイスクリームメーカーとなった。2007年4月、ノバルティスの傘下で、アメリカのヘルスケアニュートリション事業を扱っていたガーバー（Gerber）を買収。
2010年1月、世界金融危機で弱体化したクラフトフーヅから冷凍ピザ事業を買収、2012年4月、ファイザーのベビーフード部門であったWyeth nutritionを買収、2013年2月、医療用食品を扱うアメリカのPumlabを買収。2017年9月、アメリカのコーヒーチェーンのブルーボトルコーヒーを買収し傘下とし、同年12月、カナダの栄養補助食品会社アトリウム・イノベーションズを買収し、ヘルスケア食品部門に併合することを発表。米国法人の本社が立地するカリフォルニア州のグレンデール市はネスレの企業城下町である。ネスレが本社を置くスイス、レマン湖畔の町ヴヴェイでは、創業150周年を記念して2016年6月に新ミュージアム「ネスト」がオープン。ネスレ社の足跡をはじめ、食に関する様々な展示がされている。

### 2020年代
2022年ロシアのウクライナ侵攻が始まると、欧州では官民そろってロシアとの事業を見直すなどの経済制裁が行われるようになった。そうした中、ネスレはロシア国内における事業の見直しを行わなかったため、同年3月18日にはウクライナの大統領ウォロディミル・ゼレンスキーが直接非難するとこれに呼応してツイッターではネスレを批難する風潮が高まった。ネスレは「従業員の雇用に対する責任がある」として現地工場の稼働を続ける意思を表明したものの、同月末までにチョコレート菓子などの商品の大半を販売停止にする措置を余儀なくされた。
2022年10月19日、シアトルズベストコーヒーをスターバックスから買収すると発表。

## 事業
Yahoo!ファイナンスによると2017年12月現在ネスレには、スイス・フラン建て銘柄でヴァンガード（The Vanguard Group）の上場投資信託やIシェアーズが、USドル建て銘柄でガードナー・ルッソ（Gardner Russo & Gardner LLC）やワシントン・ミューチュアルが、それぞれ機関投資家として資本参加している。大衆貯蓄がネスレの買収力を支えている。

### 経営管理
2005年ごろのネスレ理事会メンバーは、ギュンター・ブローベル・Peter Böckli・ダニエル・ボレル・Peter Brabeck-Letmathe・Rolf Hänggi・出井伸之・Andreas Koopmann・アンドレ・クデルスキ・Jean Pierre Meyers・Carolina Müller-Möhl・カスパー・フィリガーである。このうちPeter Brabeck-Letmatheは取締役・最高経営責任者を務めている。

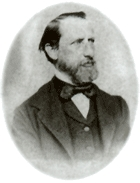
アンリ・ネスレ

また、「重役会議」は「理事会」と違い、以下の人物を含む。
- Cario Donati 取締役、副社長、ネスレウォーターズ最高経営責任者
- Frits van Dijk アジア・オセアニア・アフリカ・中東地域副社長
- Ed Marra 経営戦略部門・販売部門副社長
- Francisco Castañer 薬品・化粧品部門、人事部門、対ロレアル社連絡部門副社長
- Paul Bulcke 南北アメリカ地域副社長
- Paul Polman 金融部門副社長
- Chris Johnson 情報システム・事業実務代表副社長
- Lars Olorsson  ヨーロッパ地域副社長
- Luis Cantarell 栄養学経営戦略部門代表副社長
- Werner J. Bauer 研究・開発部門副社長

ネスレ理事会の最新メンバーは、Günter Blobel、Peter Böckli、Daniel Borel、Peter Brabeck-Letmathe・Rolf Hänggi・Nobuyuki Idei・Andreas Koopmann・Andre Kudelski・Jean Pierre Meyers・Carolina Müller-Möhl・Kaspar Villigerである。

### 会長
- Pierre Liotard-Vogt（ドイツ語版） - 1973年5月から1982年4月まで。
- Arthur Fürer ‐ 1982年から1990年まで
- ヘルムート・マウハー - 1990年から2000まで。
- ライナー・グート（ドイツ語版） - 2000年から2005年まで。クレディ・スイスの前身に入社後、幹部の経験を経て、1983年から2000年までクレディ・スイスの会長を務めた。
- ピーター・ブラベック（ドイツ語版） - 2008年から17年4月まで。68年にネスレ入社。エクアドル、ベネズエラのCEOを経験し、97年からグループCEOに就任[18]。
- ポール・ブルケ（英語版） - 2017年4月以降‐

### 株式保有、合弁事業
ネスレは美容、化粧品業界で世界を代表するロレアル社の株式の23.3%を保有している。Laboratoires Inneov 社、ガルデルマ社（Galderma）は、両社の合弁企業であり、前者は美容サプリメントを扱い、後者はスキンケア商品や塗り薬を扱っている。そのほかに、シリアル・パートナーズ・ワールドワイド社（Cereal Partners Worldwide、General Mills社と合弁）、ビバレッジ・パートナーズ・ワールドワイド社（Beverage Partners Worldwide、コカ・コーラ社と合弁）、デイリー・パートナーズ・アメリカズ社（Dairy Partners Americas、Fonterra社と合弁）がある。

## 主な取り扱い品目
- インスタントコーヒー（ネスカフェ）

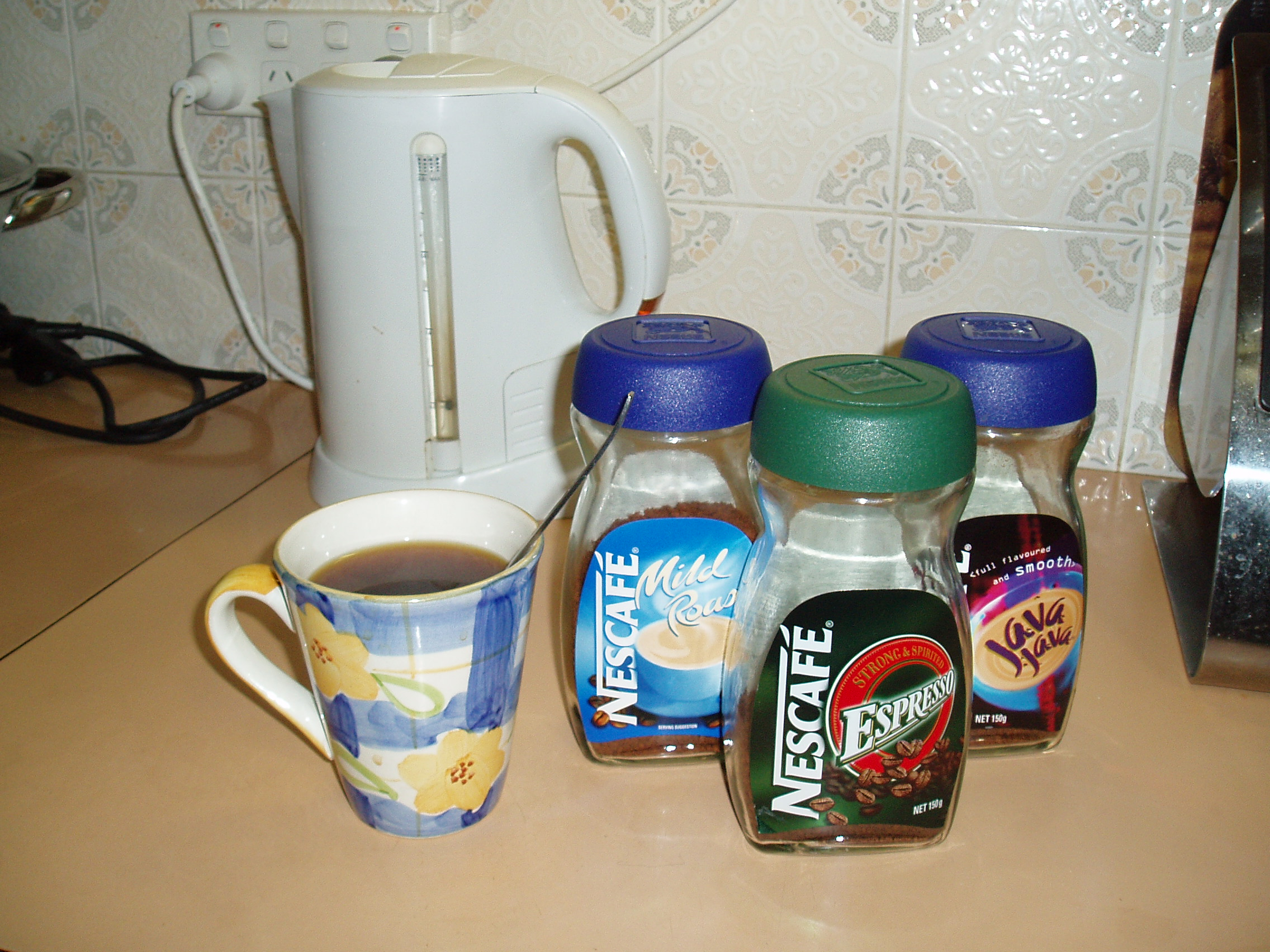
ネスカフェ

- カプセル式コーヒーメーカーおよび専用カプセル（ドルチェグスト）
- コーヒー用クリーム（ブライト、クレマトップ他）
- 無糖練乳（ミルクメイド）
- 麦芽飲料（ネスレ・ミロシリーズ）
- ミネラルウォーター（サンペレグリノ他）
- 精製水（ピュアライフ、アキュピュアろ過水システム他）
- その他の飲料
- アイスクリーム（ドレイヤーズ、マキシボン、モーベンピック他、北米ではハーゲンダッツもライセンスにより製造・販売）
- ベビーフード（セレラック他）
- サプリメント
- 調味料（マギー）
- 冷凍食品（ストーファーズ、リアンクィズィーン他）
- シリアル食品
- 菓子（旧マッキントッシュ（英語版）社製品群（キットカット、エアロ他）、クランチ（Nestle Lion Bar（英語版）他）、 バターフィンガー他）
- ペットフード（ピュリナワン他）
- パスタ製品（ブイトーニ）
- 成人医療用栄養食品（アイソカル、インパクト他）